# Bataille d'Écija (1275)
Reconquista
Batailles
- Covadonga (722)
- Burbia (791)
- Lutos (794)
- Barcelone  (801)
- Clavijo (844)
- San Esteban de Gormaz  (917)
- Simancas (939)
- Barcelone (985)
- Torà (1006)
- Barbastro (1064)
- Sagrajas (1086)
- Alcoraz (1096)
- Bairén (1097)
- Consuegra (1097)
- Uclès (1108)
- Croisade norvégienne (1108-1109)
- Valtierra (1110)
- Congost de Martorell (1114)
- Cutanda (1120)
- Fraga (1134)
- Oreja (1139)
- Ourique (1139)
- Coria  (1142)
- Santarém  (1147)
- Lisbonne  (1147)
- Santarém  (1184)
- Alarcos (1195)
- Al-Damus  (1210)
- Las Navas de Tolosa (1212)
- Majorque  (1229)
- Jerez (1231)
- Puig de Cebolla (1237)
- Séville (1247-1248)
- Salé (1260)
- Révolte mudéjar  (1264-1266)
- Écija (1275)
- Algésiras  (1278-1279)
- Moclín  (1280)
- Gibraltar  (1309)
- Gibraltar  (1315)
- Gibraltar  (1333)
- Tarifa / Río Salado (1340)
- Algésiras  (1342-1344)
- Gibraltar  (1349-1350)
- Gibraltar  (1411)
- Ceuta (1415)
- La Higueruela (1431)
- Campagne de Grenade (1482-1492) : Lucena - Grenade

La bataille d'Écija oppose en septembre 1275 les troupes musulmanes de l'émirat nasride de Grenade et ses alliés mérinides venus du Maroc, à celles du royaume de Castille. Elle fait partie des batailles de la Reconquista et précède celles d'Algésiras de 1278 et de Moclín de 1280 qui laisseront du répit à l'émirat nasride de Grenade. 
Cette bataille s'inscrit néanmoins dans le mouvement « final » de la Reconquista en Andalousie : la majeure partie de la Reconquista est terminée depuis 1265, et peu après entre 1297 et 1304, les derniers conflits frontaliers entre les royaumes chrétiens sont réglés. D'Al-Andalus, seul subsistera l'important royaume de Grenade, dernier bastion de la Reconquista jusqu'au XVe siècle.

## Contexte
L'émirat nasride de Grenade traverse une guerre civile et est régulièrement dévasté par les armées castillanes qui profitent de la division des musulmans pour y mener des pillages. Le sultan Mohammed II appelle alors à l'aide ses alliés marocains, les Mérinides, pour réussir à mener cette lutte sur deux fronts. Le sultan mérinide Abu Yusuf Yaqub ben Abd al-Haqq débarque sur la péninsule ibérique en 1275 avec son armée et entame une campagne dont l'objectif stratégique est d'occuper la ville de Tarifa. 
Le royaume de Castille est alors gouverné par l'infant Ferdinand de la Cerda, nommé régent en l'absence du roi Alfonse X, alors en déplacement à l'étranger. Il lève immédiatement des troupes et marche vers le sud, mais il meurt subitement de « causes naturelles » à Villarreal en août 1275.

## La bataille
En cheminant vers le nord, les troupes musulmanes du sultan mérinide Abu Yusuf Yaqub ben Abd al-Haqq rencontrent, aux abords d'Écija, une armée castillane commandée par Nuño González de Lara (en), membre de la maison de Lara et maire adjoint d'Andalousie, qui tente de leur barrer le passage. Les forces musulmanes mettent en déroute l'armée castillane. Nuño González de Lara est tué pendant la bataille ou peu de temps après. Abu Yusuf Yaqub ben Abd al-Haqq ordonne que sa tête soit coupée et envoyée comme présent au sultan nasride Mohammed II à Grenade dans le but de consolider son alliance avec lui.
Les cadavres de 18 000 autres soldats castillans sont décapités pour ériger une pyramide de crânes au sommet de laquelle les mouadhinoune se relaient pour appeler les croyants à la prière.  

## Suite
En octobre 1275, une deuxième armée dirigée par l'archevêque Sanche d'Aragon subit une défaite similaire à la bataille de Martos. Le royaume castillan est finalement sauvé par l'infant Sancho de Castille qui rallie les forces castillanes. À la fin de l'année, le roi Alphonse X est contraint de signer un traité de paix avec les musulmans.